# Atlantic House

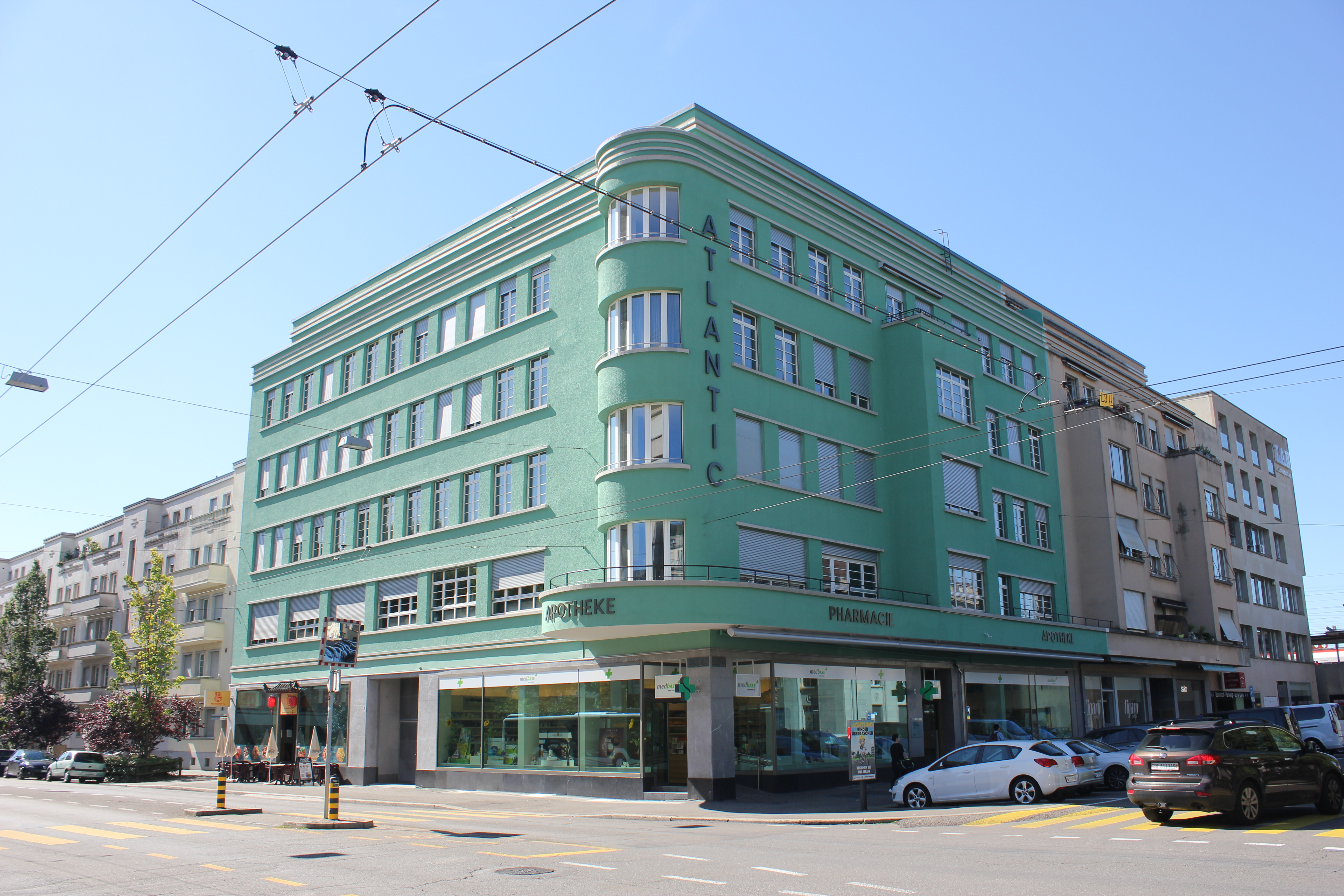
Atlantic House (2022)

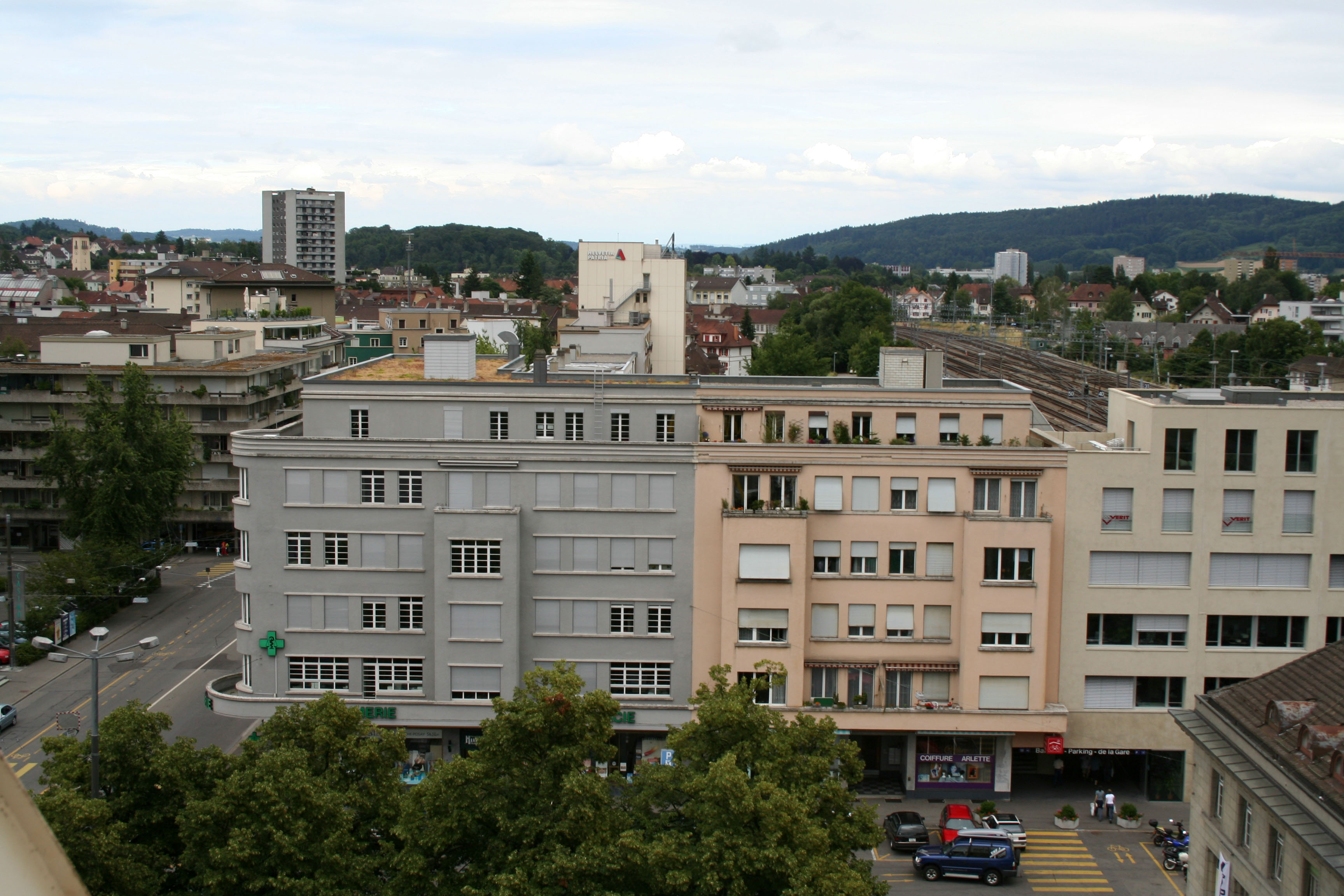
Ensemble Bahnhofplatz 10, 8 (2006)

Die beiden Wohn- und Geschäftshäuser Bahnhofplatz 8 (erbaut 1929) sowie Johann-Verresius-Strasse 2 Ecke Bahnhofplatz 10 (erbaut 1931), genannt Atlantic House in Biel im Kanton Bern in der Schweiz bilden ein zusammenhängendes Ensemble und wurden von Walter von Gunten im Stil der «Bieler Moderne» errichtet. Sie stehen als Kulturgut unter Denkmalschutz. Sie wurden 2021 umfangreich instand gesetzt.

## Lage

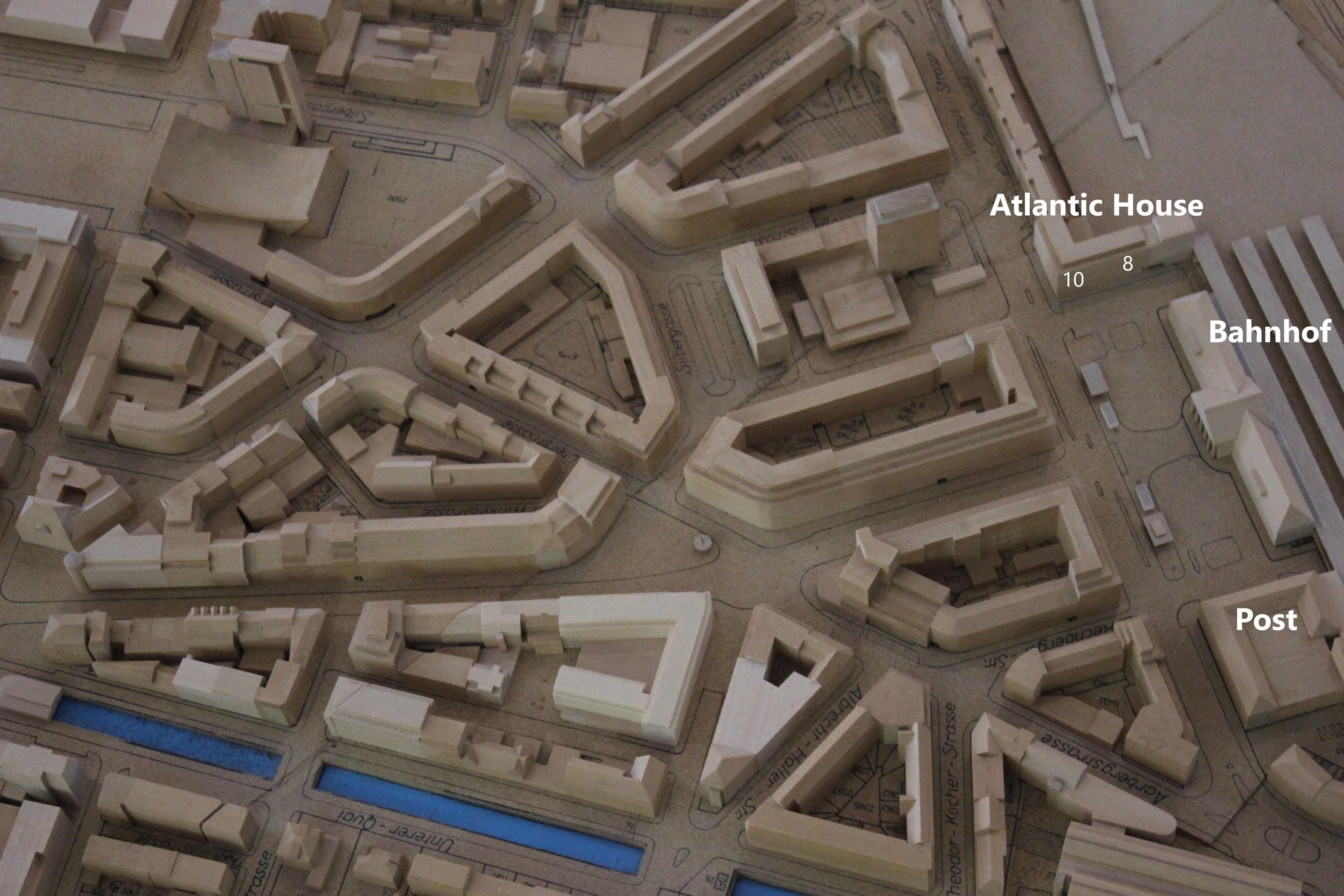
Lage Atlantic House

Das Ensemble befindet sich an der östlichen Seite des Bahnhofplatzes an der Strassenkreuzung zur Johann-Verresius-Strasse und zur Thomas-Wyttenbach-Strasse. Es bildet das Gegenüber zur Hauptpost auf der östlichen Seite des Bahnhofplatzes.

## Geschichte
Die in der Volksabstimmung am 8. und 9. November 1930 mit 91 % Ja-Stimmen angenommenen Sonderbauvorschriften für das Baugebiet in Bahnhofsnähe wurden an diesem 1929 und 1931 realisierten Gebäudekomplex bereits angewendet. Bei der Sanierung der Häuser wurde der verlorene Schriftzug «Atlantic» 2021 in originalgetreuer Typografie wieder angebracht.
Die Gebäude wurden rechtswirksam im Bauinventar des Kantons als «schützenswert» verzeichnet und gehören zur Baugruppe T (Biel, Bahnhofquartier).

## Beschreibung
Die klaren Baukörper schliessen nach oben mit einem zurückgesetzten Geschoss und Flachdächern ab. Dazu wird die Kompaktheit durch kubisch wirkende Erker aufgebrochen. Bandartig über Gesimse zusammengefasste Fenster betonen die horizontal angelegte Gestaltung der Fassade. Ein schwungvoll gerundeter Eckrisalit betont die Ecke des Bahnhofplatzes. Auf Balkone wird an den Platzkanten um den Bahnhof herum als Zeichen für Urbanität gänzlich verzichtet. Über dem Erdgeschoss verläuft das Vordach mit transparent wirkenden Glasbausteinen. Die Schaufensterfronten sind grossflächig verglast und die Sprossenfenster in den Obergeschossen haben liegende Formate. Insgesamt werden die Bauten in ihrer konsequenten Anwendung der Stilmittel und ihrer Einheitlichkeit als «Urbanistisch präzis platziertes Paradestück der Moderne in Biel» bewertet.